# Колроа ла Рош
Колроа ла Рош (фр. Colroy-la-Roche) насеље је и општина у источној Француској у региону Алзас, у департману Доња Рајна која припада префектури Молсхајм.
По подацима из 2011. године у општини је живело 482 становника, а густина насељености је износила 58,92 становника/km². Општина се простире на површини од 8,18 km². Налази се на средњој надморској висини од 475 метара (максималној 730 m, а минималној 422 m).

## Демографија
| 1962. | 1968. | 1975. | 1982. | 1990. | 1999. | 2011. |
| ----- | ----- | ----- | ----- | ----- | ----- | ----- |
| 245   | 274   | 307   | 431   | 435   | 455   | 482   |

График промене броја становника у току последњих година